# Монастирщина (Сафоновський район)
Монастирщина (рос. Монастырщина) — присілок Сафоновського району Смоленської області Росії. Входить до складу Прудківського сільського поселення.
Населення — 2 особи (2007 рік).